# Sympycnus aurifacies
Sympycnus aurifacies är en tvåvingeart som beskrevs av Van Duzee 1923. Sympycnus aurifacies ingår i släktet Sympycnus och familjen styltflugor.
Artens utbredningsområde är Alaska. Inga underarter finns listade i Catalogue of Life.